# Edificis d'habitatges de la Caixa de Pensions
Els Edificis d'habitatges de la Caixa de Pensions són dos conjunts arquitectònics situats al carrer del Concili de Trento del barri de Sant Martí de Provençals de Barcelona, catalogats com a bé amb elements d'interès (categoria C).

## Història i descripció
Van ser projectats per l'arquitecte lleidatà Manuel Cases Lamolla (1900-1974) i construïts a la primera meitat de la dècada del 1950 per iniciativa de la Caixa de Pensions per a la Vellesa i d'Estalvis. Ocupen dues illes senceres del Pla Cerdà amb una zona verda privada a l'interior, si bé cadascuna amb una disposició diferent. La dels carrers de l'Agricultura, Andrade, Treball i Concili de Trento està formada per dues filades de blocs perimetrals, amb un pòrtic semicircular als xamfrans que deixa veure el cos, també semicircular, de les cantonades de la filada interior. El plantejament i les solucions generals recorden els de les hoff dels anys 1920 a la República de Weimar, pero amb materials (aplacats, estucat i maó vist) més propis de l'arquitectura barcelonina.
L'illa dels carrers del Concili de Trento, Agricultura, Treball i la Rambla de Guipúscoa es disposa en forma de quatre blocs, dos llargs (NW i SE) i dos curts (SW i NE). Els acabats són molt semblants als de l'anterior, combinant el maó vist amb la pedra artificial, si bé les cantonades són més senzilles i hi ha més balcons a les façanes.